# Snack

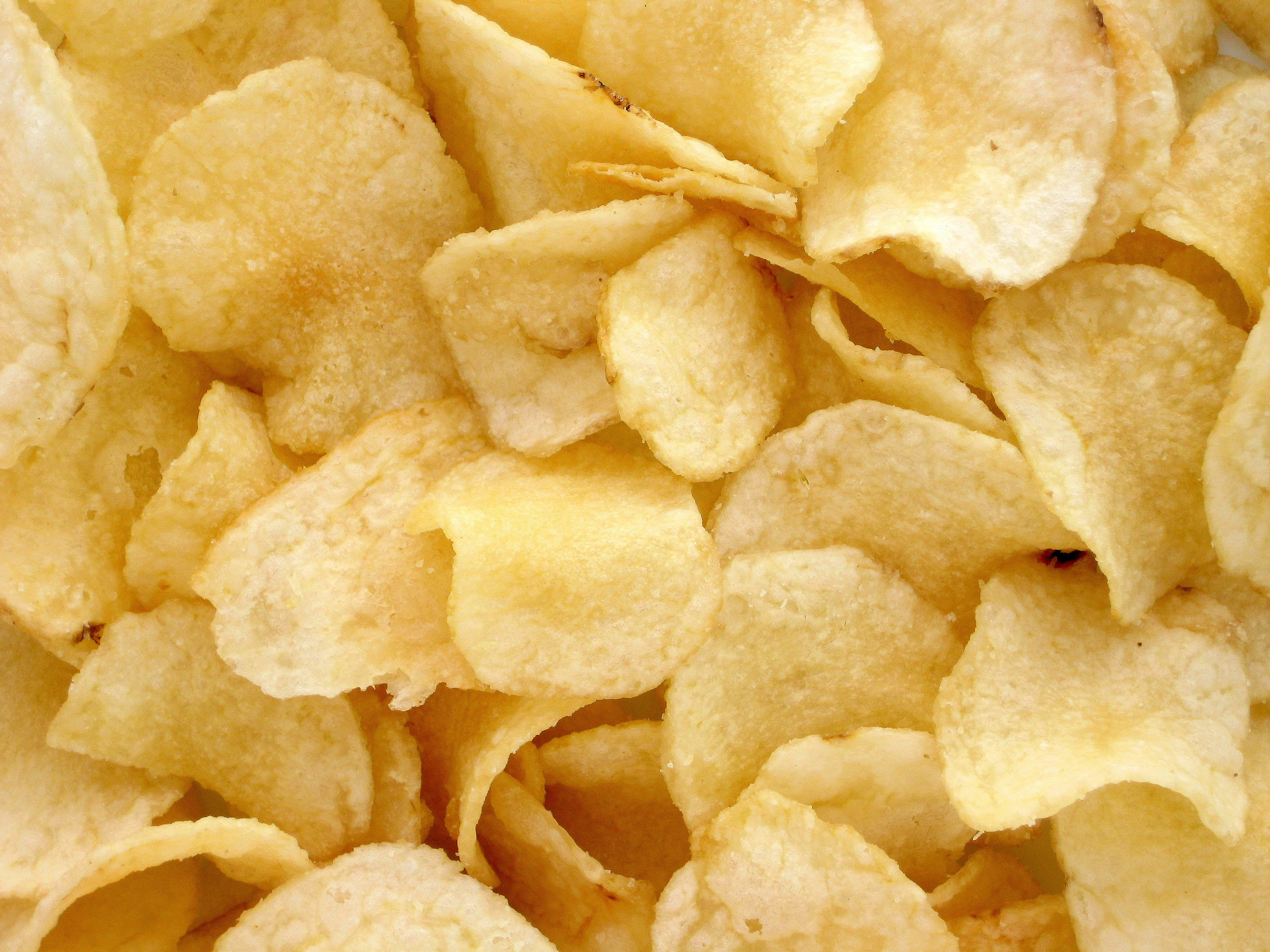
Patatas/papas fritas o chips

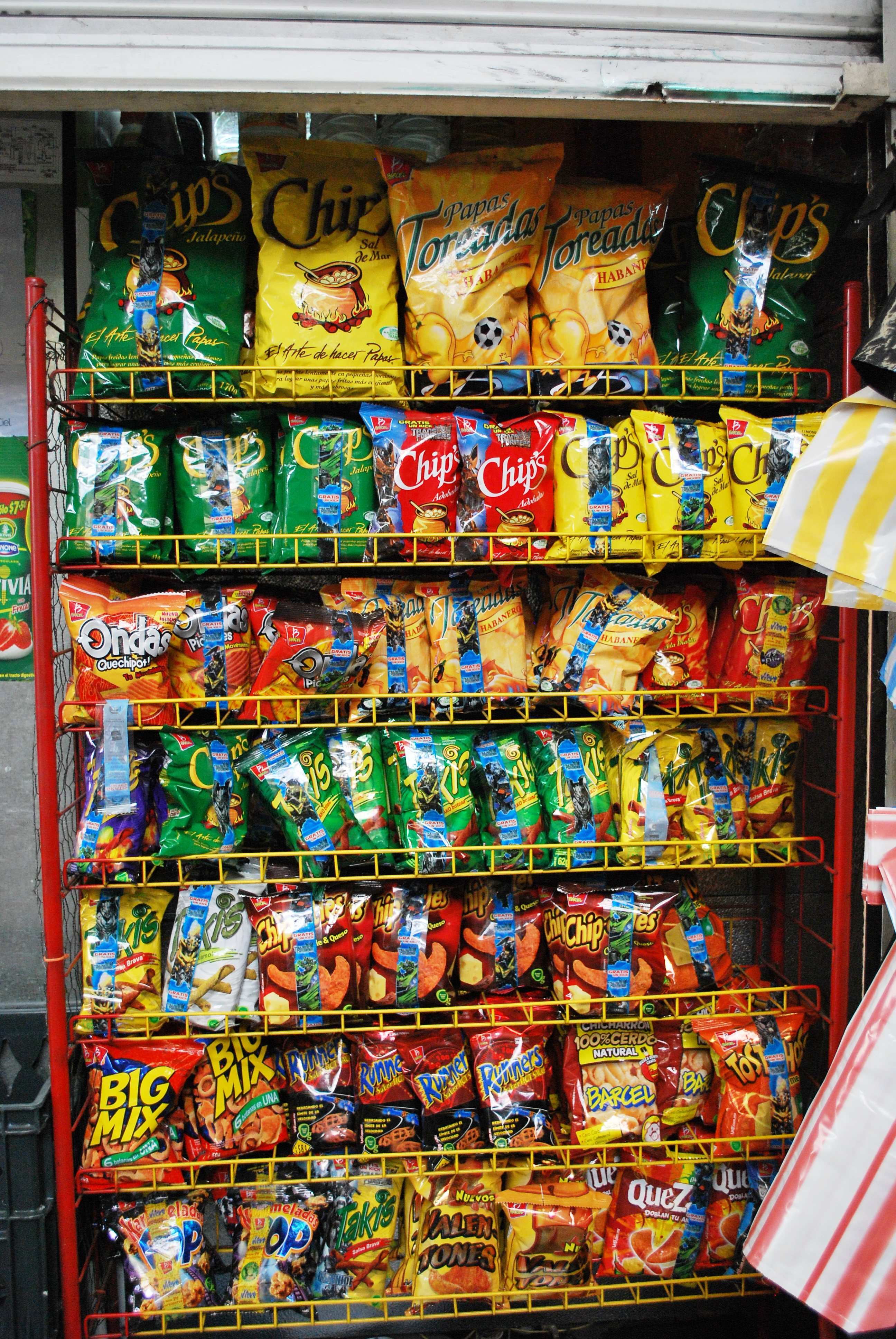
Estante de botanas en Ciudad de México: chips, papas toreadoras, Takis y Big mix

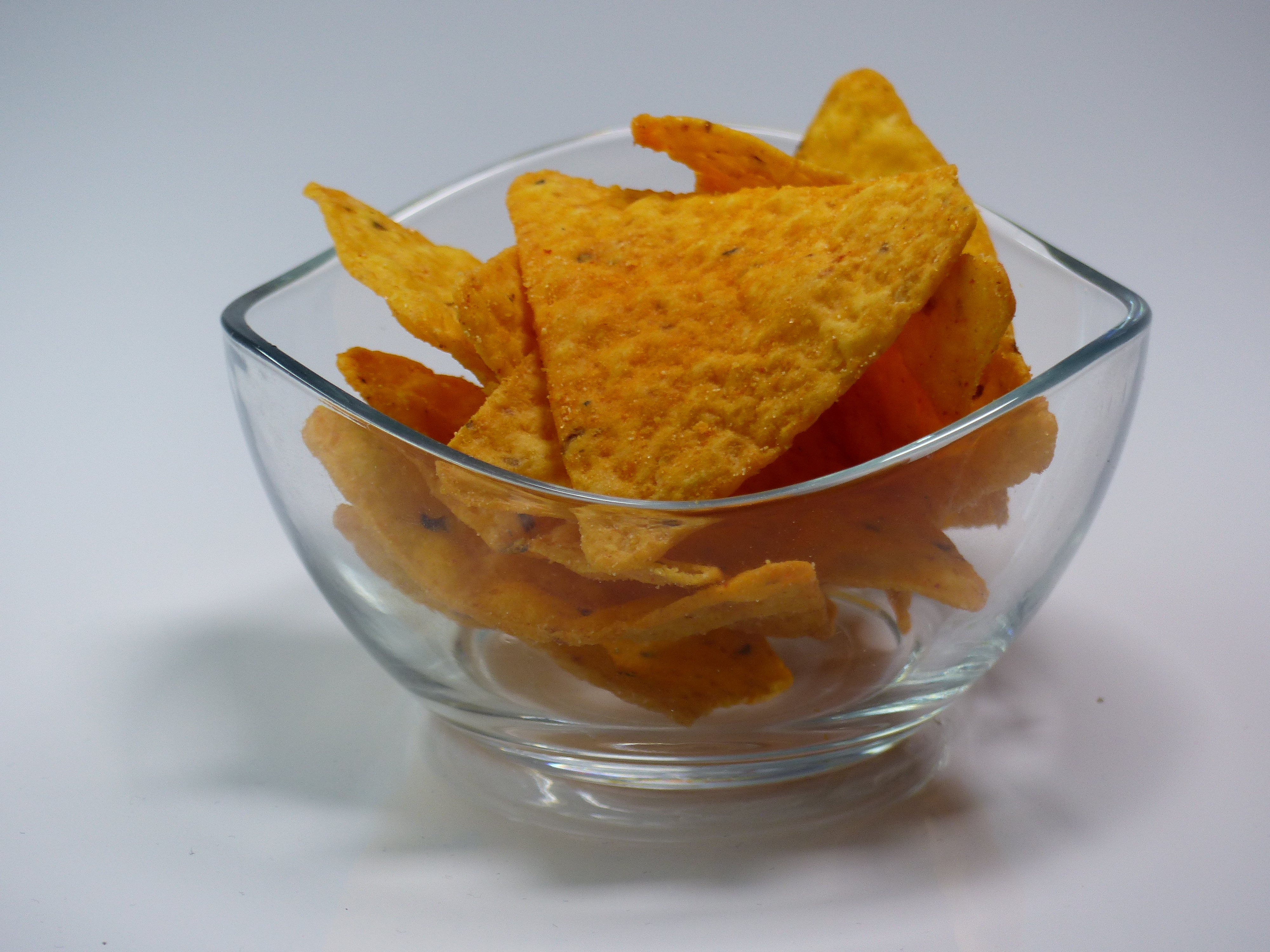
Triángulos de maíz tostado y con aroma a queso

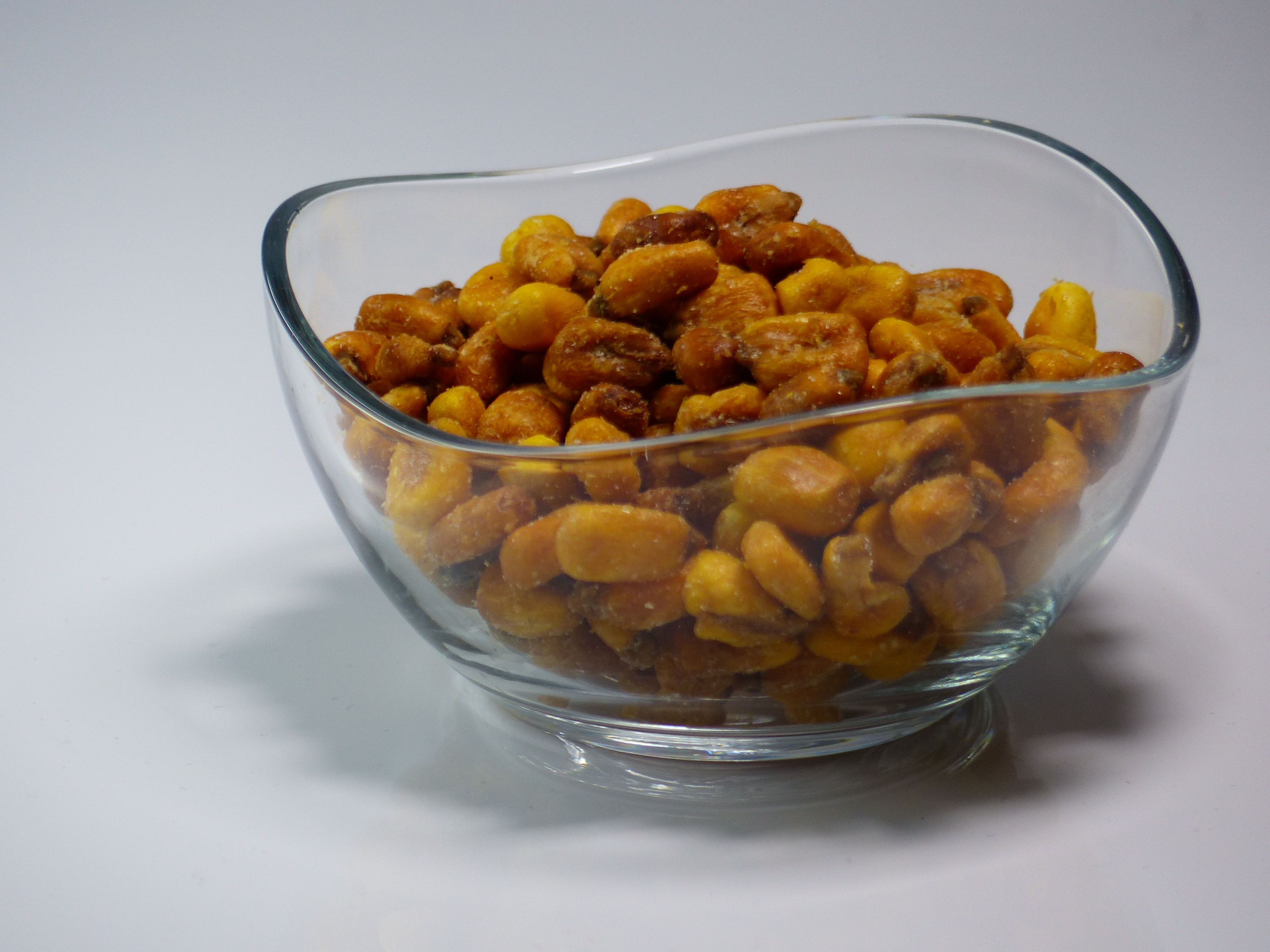
Maíz tostado

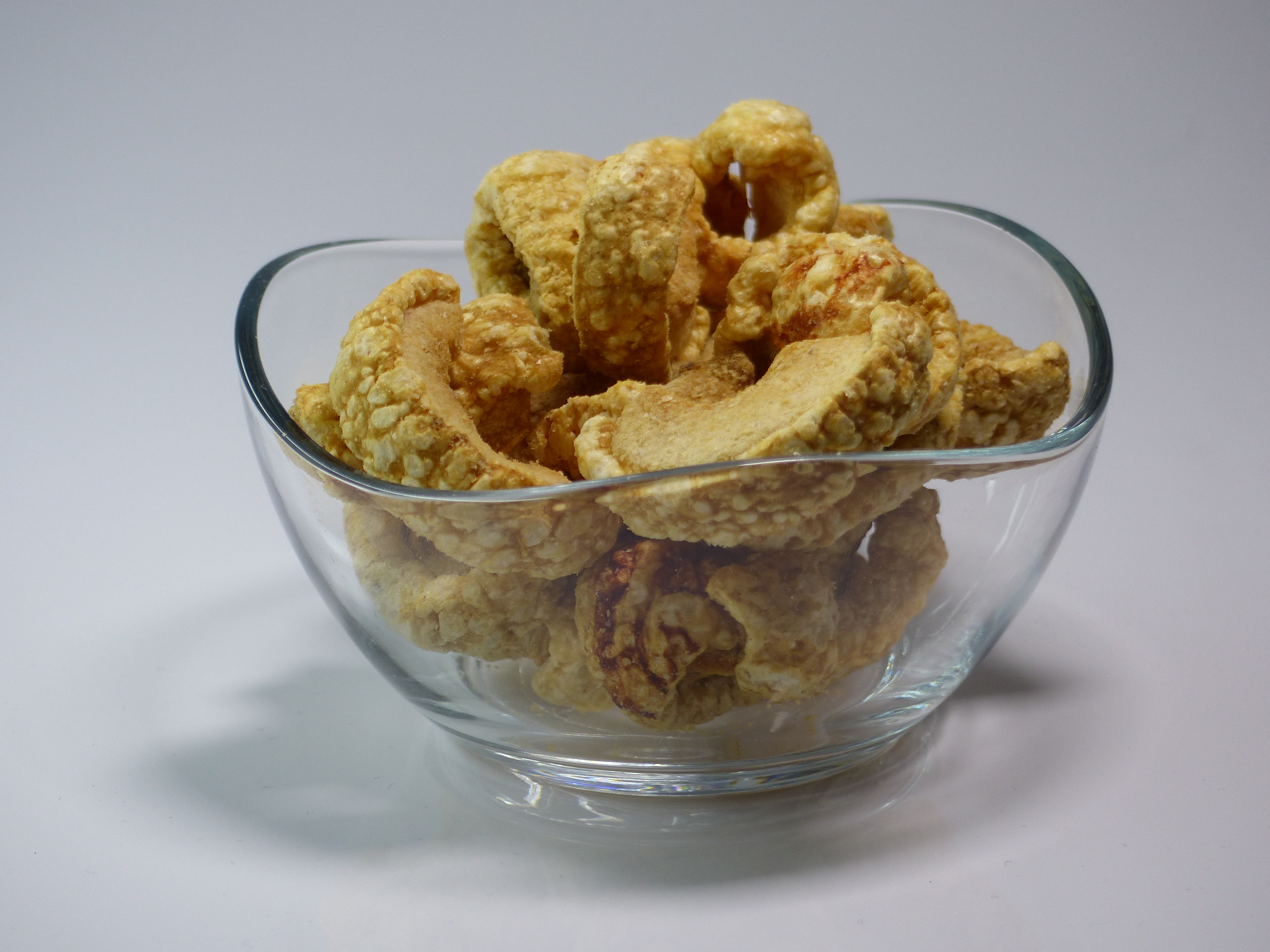
Torreznos, un snack típico en España

Los snacks o aperitivos son un tipo de alimento que generalmente se utilizan para satisfacer temporalmente el hambre, proporcionar una mínima cantidad de energía para el cuerpo o simplemente por placer. Comúnmente se sirven en reuniones o eventos.
Estos alimentos contienen a menudo cantidades importantes de edulcorantes, conservantes, saborizantes, condimentos, sal y otros ingredientes sabrosos, como el chocolate y cacahuates (maníes). Muchas veces son clasificados como comida basura al tener poco o ningún valor nutricional, exceso de aditivos y no contribuir a la salud general.
En el sector alimenticio de mercados como Estados Unidos o Europa Occidental, los snacks generan miles de millones de dólares en beneficios al año. Es un mercado enorme y un gran número de empresas luchan constantemente por dominarlo, además de ser un mercado en crecimiento.

## Denominaciones regionales
- Argentina: picada, copetín, chips o snacks.
- Chile: picoteo o snacks.[3]
- Colombia: pasabocas, picadas, mecato,[4] chucherías o aperitivos.
- Costa Rica: picaritas o snacks.
- Cuba: chucherías.
- Ecuador: piqueo o chuchería.
- España: aperitivos o picoteo.
- Filipinas: chucherías.[5]
- Guatemala: boquitas o chucherias.
- México: botanas, aperitivos, crispas o chucherias.
- Paraguay: bocaditos, picada.
- Perú: bocaditos o piqueo.
- República Dominicana: papitas, picadera, chuchería.
- Uruguay: picada, bocaditos o copetín.
- Venezuela: pasapalos, chucherías.
- Panamá: snacks, picarita, burundanga.

## Aspectos generales

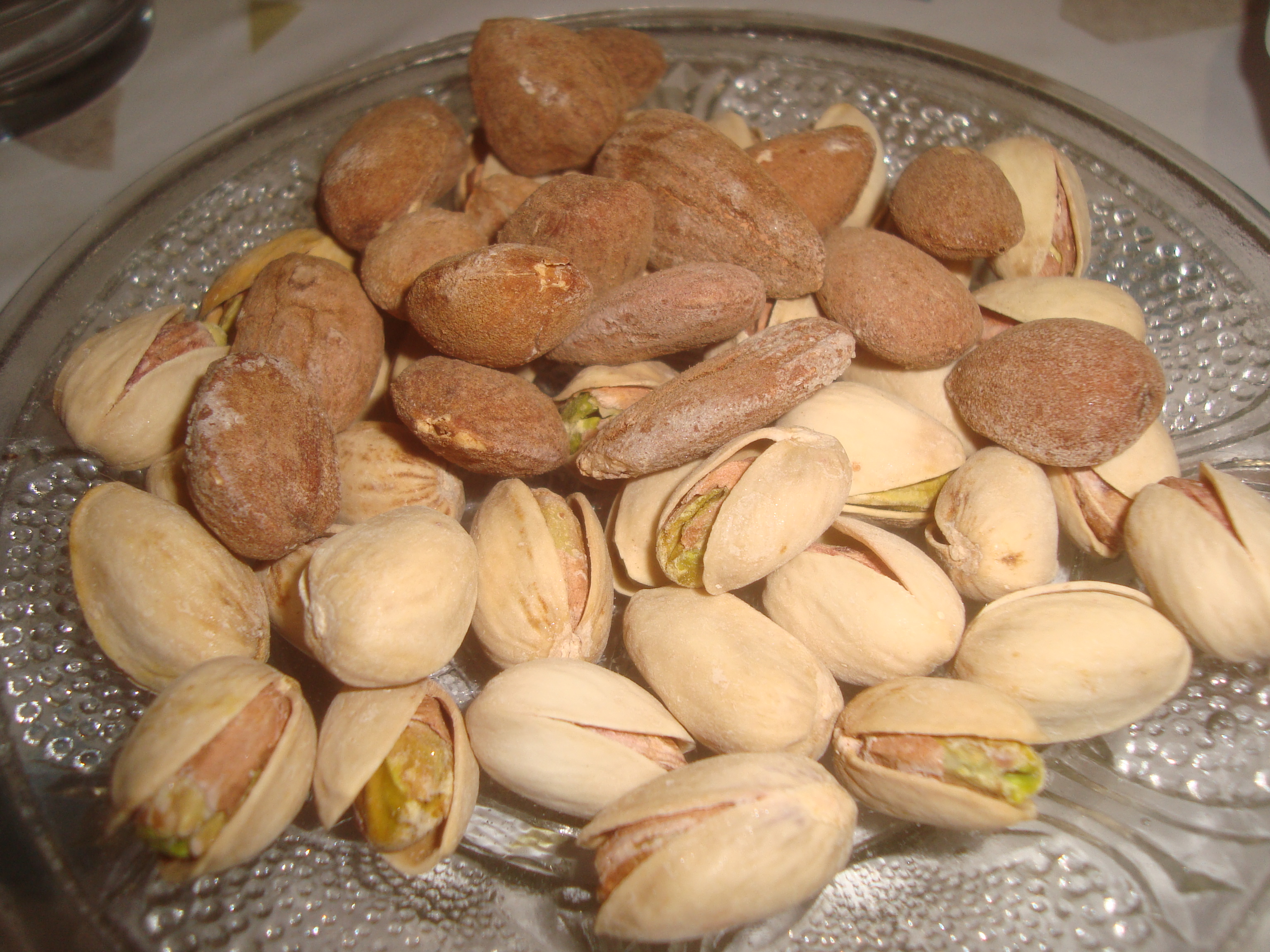
Frutos secos, almendras y pistachos

Los alimentos tipo snack siempre han tenido una parte importante en la vida y dieta de todas las personas. Un sinnúmero de alimentos pueden ser utilizados como snacks, siendo los más populares las patatas fritas, frituras de maíz, pretzels, frutos secos y snacks extruidos (Maga 2000). Sin embargo, un problema interesante que ha venido surgiendo desde hace mucho tiempo, se encuentra en la definición o categorización de lo que es un snack o alimento tipo snack, ya que no se puede asignar a un solo estilo de producto o alimento. Además, cierto tipo de alimentos que fueron extremadamente populares en el pasado no fueron considerados culturalmente ni históricamente como alimentos snack. Aunque, debido a cambios drásticos en los estilos de vida y en las técnicas de comercialización, estos productos pasaron a ser considerados como alimentos tipo snack de la noche a la mañana (Booth 1990).
A pesar de que los snacks son altamente populares, debido a su alto contenido de sal y grasa, los fabricantes han tenido que luchar durante un largo tiempo con la imagen de alimentos chatarra. Aunque el término sea algo injusto, ya que es utilizado para identificar a aquellos productos con alto contenido de carbohidratos simples o azúcares refinados, ricos en grasas y con cantidades elevadas de sodio (COA 2002). Esta imagen ha cambiado con la introducción de nuevos sustitutos de grasas y algunas tecnologías como la extrusión (Wang 1997). Además, los alimentos tipo snack pueden ser rediseñados para ser nutritivos, conteniendo micronutrientes, fitoquímicos y vitaminas antioxidantes, ingredientes que los hacen atractivos al consumidor, reuniendo los requerimientos de regulación. También se pueden elaborar algunas mezclas de granos con frutas, vegetales y algunos extractos y concentrados para la elaboración de productos que posean un alto valor nutricional (Shukla 1994).

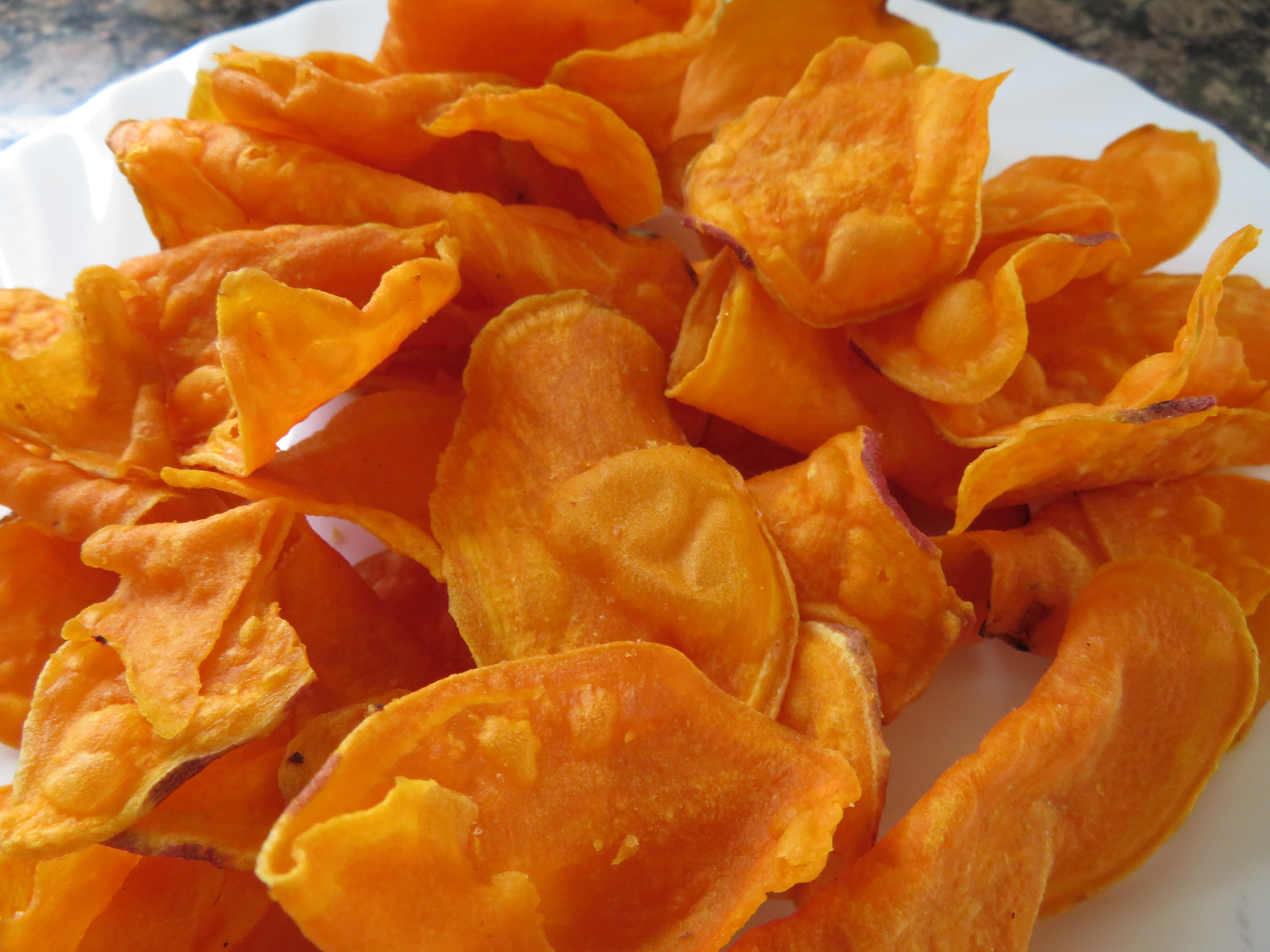
Boniato frito

## Elaboración
Desde la invención de las patatas fritas por George Crum en 1853, las técnicas para la elaboración de alimentos tipo snack son muy diversas y cambiantes. Suhendro y col. (1998) utilizaron el proceso de nixtamalización (cocimiento con cal) para la elaboración de un snack de tercera generación a partir de sorgo, el cual expandieron por freído. Se encontró que al aumentar el tiempo de cocción se incrementaba el contenido de humedad del nixtamal (grano cocido), la expansión y el contenido de aceite del pellet frito. Dichos pellets obtuvieron un promedio de expansión de aproximadamente 2,9 y elaboraron snacks a partir de maíz y soya, por extrusión, encontrando un efecto negativo sobre la expansión y un incremento en la dureza; sin embargo, al comparar el producto con un snack comercial, encontraron que sensorialmente era aceptable, además de que la calidad nutricional era mejor.

## Materias primas
La industria de los snacks es muy variable, debido en parte a los cambios en los estilos de vida de los consumidores. Es por ello que constantemente se tiene que estar innovando en la producción de nuevos snacks, jugando un papel muy importante los ingredientes utilizados para su elaboración, proporcionando características nutricionales y sensoriales adecuadas para el mercado actual . Las materias primas utilizadas principalmente en la elaboración de snacks son algunos cereales y tubérculos, que en ocasiones son enriquecidas con algunas fuentes ricas en proteína. El maíz, la patata y la soya son los principales representantes de cada uno de los grupos mencionados (Moore 1994, Miller 1995, Harper 1995).